# Капітанівський провулок
Капітанівський провулок — зниклий провулок, що існував у Ленінградському районі міста Києва, місцевість Святошин. Пролягав від Біличанської вулиці до Радгоспної вулиці.

## Історія
Виник у 50-х роках XX століття під назвою Нова. Назву Капітанівський провулок отримав 1955 року,
від назви села Капітанівка, як і 1944-го року Капітанівська вулиця.
Ліквідований 1977 року у зв'язку зі зміною забудови та переплануванням.